# Dudhkoshi
Der Dudhkoshi (auch Dudh Kosi, Nepali दुधकोशी नदी IAST Dudhkoshī Nadī, deutsch ‚Milch-Koshi-Fluss‘) ist ein 138 km langer linker Nebenfluss des Sunkoshi im Himalaya im östlichen Nepal. Der Dudhkoshi entwässert die Khumbu-Region südlich des Mount Everest.

## Name
Der Name entspricht der sehr hellen Färbung des Wassers aufgrund des mitgeführten Sedimentes (analog: Seti Gandaki = „Weißer Gandaki“). Das Gefälle des Wildwasserflusses ist extrem groß, es herrschen Fließgeschwindigkeiten von bis zu 50 km/h.

## Verlauf
Der Fluss entsteht am Gletschertor des Ngozumpagletschers östlich der Gokyo-Seen und fließt in überwiegend südlicher Richtung durch den Himalaya nach Namche Bazar, wo er den Bhotekoshi („Tibetkoshi“) rechtsseitig aufnimmt. Ein kleines Stück oberhalb der Einmündung befindet sich die berühmte Hillary-Brücke. Etwas weiter südlich verlässt der Dudhkoshi den Sagarmatha-Nationalpark und fließt dann westlich unterhalb an Lukla vorbei. Der Dudhkoshi fließt in überwiegend südlicher Richtung durch das Gebirge. Er mündet schließlich bei Harkapur in den Sunkoshi zu münden, der sich später mit anderen Flüssen zum Koshi vereinigt, der wiederum weiter südlich letztlich im Ganges aufgeht.
Der Ober- und Mittellauf des Dudhkoshi liegen im Distrikt Solukhumbu, während der Unterlauf die Grenze zwischen den Distrikten Okhaldhunga im Westen und Khotang im Osten bildet.

## Erstbefahrung
Im Frühjahr 1973 wurde der Fluss von einer tschechoslowakischen Wildwasserexpedition erstmals befahren.
Ende des Sommers 1976 gab es eine zweite Kajak-Wildwasserexpedition unter der Leitung von Mike Jones. Die britische Gruppe startete am Khumbu-Gletscher (auf ca. 5300 m) und befuhr dann Teilabschnitte des Dudhkoshi zwischen Pheriche und der Mündung in den Sunkoshi. Wegen der Bekanntheit dieser Expedition durch den Film „Dudh Kosi: Relentless River of Everest“ wird sie oft als Erstbefahrung angesehen.